# Одуванчик беловатый
Одува́нчик белова́тый (лат. Taraxacum albescens) — вид двудольных растений рода Одуванчик (Taraxacum) семейства Астровые (Asteraceae). Впервые описан шведским ботаником Хуго Дальстедтом в 1926 году.

## Распространение, описание
Эндемик Дальнего Востока России, основная часть ареала произрастания которого приходится на Камчатский край. Типовой экземпляр собран среди Ганальских Востряков. Произрастает на каменистых участках, в тундре, на горных и тундровых лугах.
Многолетнее стержнекорневое травянистое растение. Листья простые, опушённые, членённые, обратно-ланцетовидной или лировидной формы с клиновидным основанием. Соцветие — корзинка. Цветки белого и жёлтого цветов (из-за беловатого оттенка соцветий и был дан таксономический эпитет), размером 1—2 см с пятью и более лепестками. Плод — семянка бурого или красного цвета с придатками в виде хохолка.

## Значение
Выращивается как декоративное растение.

## Замечания по охране
Внесён в Красные книги Камчатского края и Чукотского автономного округа (Россия).